# Rezoluce Rady bezpečnosti OSN č. 1973
Rezoluce Rady bezpečnosti OSN č. 1973 byla projednána 17. března 2011 v reakci na povstání v Libyi. Navrhly ji Francie, Libanon a Spojené království.
Rezoluce obsahuje tyto klíčové body
- požaduje okamžité příměří a ukončení násilí a všech útoků na civilisty či jejich zneužívání
- zmocňuje "intervenující státy"[ujasnit] k přijetí všech nezbytných opatření k ochraně civilistů a oblastí jimi obývaných před hrozbou útoku s vyloučením jakékoliv okupace byť jen části území Libye "cizími jednotkami".
- zřizuje bezletovou zónu pro libyjské vojenské letectvo a zmocňuje "intervenující státy" k jejímu prosazení
- posiluje zbrojní embargo a opatření proti žoldnéřským skupinám
- zmrazuje aktiva libyjských orgánů a rozšiřuje sankční seznam osob a subjektů
- zřizuje "panel odborníků" pro pomoc s naplněním mandátu této rezoluce

Deset členů Rady bezpečnosti hlasovalo pro přijetí (Bosna a Hercegovina, Kolumbie, Gabon, Libanon, Nigérie, Portugalsko, Jihoafrická republika a stálí členové Francie, Spojené království, Spojené státy americké), pět se zdrželo (Brazílie, Německo, Indie a stálí členové Čínská lidová republika a Rusko), nikdo nebyl proti.
Podle článku 27 Charty OSN jsou k přijetí rezoluce potřeba kladné hlasy nejméně devíti členů Rady bezpečnosti, v tom hlasy všech pěti stálých členů. Pro rezoluci hlasovali pouze tři stálí členové z pěti. Přesto je  schválená, protože zdržení se stálého člena není považováno za hlas proti (veto).